# اتکینسن (کارولینای شمالی)
اتکینسن (به انگلیسی: Atkinson) شهری در ایالت کارولینای شمالی کشور ایالات متحده آمریکا است که جمعیت آن در سرشماری سال ۲۰۱۰ میلادی، ۲۹۹ نفر بوده‌است.